# Gilberto Owen
Pour les articles homonymes, voir Owen.
Gilberto Owen Estrada, né le 13 mai 1904 à El Rosario et décédé le 9 mars 1952 à Philadelphie, est un poète mexicain.

## Sources
- Belén Hernandez Marzal, « Mathématiques et langage poétique chez Gilberto Owen », 2010.